# تاتتاریهاریو
تاتْتاریهاریو (به فنلاندی: Tattariharju) یک منطقهٔ مسکونی در فنلاند است که در هلسینکی واقع شده‌است.